# Ventilla Airport
Ventilla Airport är en flygplats i Bolivia.   Den ligger i departementet Potosí, i den södra delen av landet, 300 km sydväst om huvudstaden Sucre. Ventilla Airport ligger 3 772 meter över havet.
Terrängen runt Ventilla Airport är platt åt sydost, men åt nordväst är den kuperad. Trakten runt Ventilla Airport är nära nog obefolkad, med mindre än två invånare per kvadratkilometer..
Omgivningarna runt Ventilla Airport är i huvudsak ett öppet busklandskap.